# Kisházi Ödön
Kisházi Ödön, született Kühtreiber Ödön (Budapest, 1900. június 24. – Budapest, 1975. április 22.) szerszámlakatos, politikus, munkaügyi miniszter, 1963-tól az Elnöki Tanács helyettes elnöke.

## Családja
Apja Kühtreiber Elek asztalossegéd, anyja Szitay Róza dohánygyári munkás volt. Apját háromévesen elvesztette, Testvérei Küthréber Rozina és Szitay József. nevelőapja János Péter vasmunkás volt. Római katolikus vallású, igen népes családba született.
Felesége Papp Erzsébet volt, saját gyermeke nem született, de egy nevelt fiuk volt, Popik Ervin, akiből orvos lett. Nevét 1945-ben magyarosította Kisházira.

## Életpályája
Négy elemit végzett, majd kényszerűségből munkába kellett állnia. 1916-tól vett részt a Vas- és Fémmunkások Központi Szövetségének munkájában, ahol fokozatosan kitanulta az esztergályos szakmát és végül szerszámesztergályos lett. A Magyarországi Tanácsköztársaság bukását követően munkahelyén felmondtak neki. Rövid ideig alkalmazták a Ganz Villamossági Gyárban, de onnan is hamar távozni kenyszerült, s közel nyolc hónapon át munka nélkül volt. Végül 1921 elején kapott állást a Röck István Gépgyárban. A helyi szakszervezetben hamar bizalmi, főbizalmi, majd a csoport elnöke lett. 1922-ben belépett a Magyarországi Szociáldemokrata Pártba, ahol a vasasszakszervezet vezetőségének és országos nagyválasztmányának lett a tagja. Szintén 1922-ben kezdte el azt az esti iskolát, amit a Műegyetemről elbocsátott baloldali érzelmű tanárok szerveztek főként a munkások számára. Itt technikusi végzettséget szerzett.

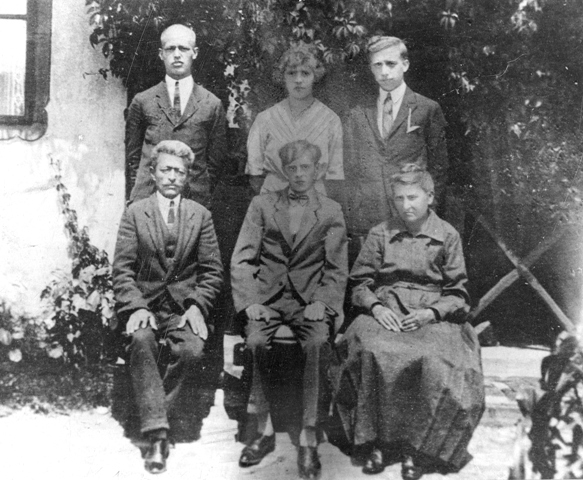
A népes Kühtreiber család egy része 1920-ban

Emellett az ezerkilencszázhúszas-harmincas években mind a pártban, mind az országos szakszervezetben ismert oktatási vezető, az angyalföldi vasas csoport elnöke volt. 1926 és 1935 között előbb a Svéd és Társainál, majd az Egyesült Izzónál dolgozott, majd 1937-ben nyugat-európai körutat tett. 1941-ben hagyta ott a gyárat, hogy feleségével a budapesti VI. kerületi Jókai utca 20. szám alatt kis kávézót nyithasson. 
Magyarország német megszállását követően félillegalitásban élt; többeket, köztük zsidókat is bújtatott. Hamis papírokkal egy részüknek még zsidó lakásokat is sikerült kiutaltatni. Nevelt fia, Ervin és bújtatott osztálytársa, Telkes Gábor (akinek még – hamis – nyilasigazolványt is sikerült szerezni) gondoskodtak az élelmezésükről, részben a svájci Vöröskereszt segítségével, akik egyebek mellett egy diplomataautót is tudtak ehhez biztosítani (igaz nem állandó jelleggel), illetve Ödön rábeszélésére a Vasas székházát a Vöröskereszt oltalma alá helyezték (itt mintegy 120-130 zsidó gyermeket helyeztek el). A nyilas puccs után már neki is bújkálnia kellett, de az általa kiépített „védelmi rendszer” mindenkit sikeresen megóvott a háborútól. A megmentettek között volt Rátonyi Róbert színész is. Tevékenységéért később Izrael államtól megkapta a Világ Igaza kitüntetést.
1945. január 18-án jöhetett elő rejtekhelyéről. Ezután azonnal bekapcsolódott az MSZDP újjászervezésébe, közben pedig a Magyarországi Vas- és Fémmunkások Országos Szabad Szakszervezetének helyettes főtitkára (1945–1948) és a Szakszervezetek Országos Tanácsa (SZOT) elnöke (1945-48) lett, miközben az SZDP országos vezetőségének és politikai bizottságának is tagja volt. 1945 áprilisában Budapestről delegálták az Ideiglenes Nemzetgyűlésbe. Az 1945-ös választáson ismét bejutott a parlamentbe, ahol a politikai bizottság tagja lett. 1945 és 1948 között tagja volt a fővárosi törvényhatósági bizottságnak is. 1945-ben bekerült az Országos Társadalombiztosító Intézet igazgatóságába is. Az 1947-es választáson is bejutott, ahol bár elvben támogatta az MSZDP és a Magyar Kommunista Párt egyesülését, február közepén mégis megfosztották minden párttisztségétől, majd április 26-án a parlamentből is „kirakták” (lemondatták). Az ellene lefolytatott politikai hajsza következtében enyhébb agyvérzést kapott. Eztán végül mégis felvették az egyesülésből létrejött Magyar Dolgozók Pártjába.
Felépülése után különböző gazdasági tisztségeket töltött be (1948–52). 1952 szeptemberében koholt vádak alapján letartóztatták és elítélték (nyolc év fegyház háborús bűntettek és besúgás vádjával). Ezt 1953 januárjában a legfelsőbb bíróság megerősítette. A Sztálin márciusi halála után indult desztalinizáció jegyében, 1955-ben egyéni kérelem útján kegyelmet kapott. Ügyét 1956 augusztusában tárgyalták újra, ahol bűncselekmény hiányában rehabilitálták és visszakaphatta 1952-ben megvont párttagságát is. Ezután a SZOT helyettes főtitkára lett. Az 1956-os forradalom során nem értett egyet a Szociáldemokrata Párt újjáalakításával.
A forradalom leverése után, a megtorlás éveiben ugyan nem kérte felvételét az MSZMP-be, mégis fontos állami tisztségeket látott el. 1957-től a SZOT főtitkár helyettese, majd 1957. május 9-től 1963. március 20-ig munkaügyi miniszter volt Kádár János első, Münnich Ferenc, majd Kádár második kormányában, amivel párhuzamban 1957 decemberében belépett a pártba, és az 1958-as „választásokon” ismét országgyűlési képviselő lett. 1962-ben tagja lett az MSZMP Központi Bizottságának, majd 1963-tól haláláig az Elnöki Tanács helyettes elnöke volt. Tagja maradt a SZOT elnökségének, s a Hazafias Népfront Országos Tanácsának. A Nyugat-Dunántúli Intéző Bizottság elnökeként tevékenységet fejtett ki Sopron város fejlesztésért.

## Kitüntetései
- Magyar Szabadság Érdemrend ezüst fokozat (1947, 1957)
- Munka Vörös Zászló Érdemrendje (1960)
- Munka Érdemrend arany fokozat (1965, 1968)
- Szocialista Hazáért Érdemrend (1967)
- Magyar Népköztársaság Zászlórendje I. fokozat (1970)
- Felszabadulási Jubileumi Emlékérem (1970)
- Magyar Népköztársaság Zászlórendje (1975)
- Osztrák Köztársaság Nagy Arany Érdemkeresztje (1970)
- Iráni Császári Homayoun Rend Nagykeresztje (1966)
- Etióp Császári Sába Királynője Rend Nagykeresztje (1964)

## Művei
- Bérrendszerünk; Kossuth, Bp., 1958